# Сланик (Прахова)
Сланик (рум. Slănic) насеље је у Румунији у округу Прахова у општини Сланик. Oпштина се налази на надморској висини од 515 m.

## Становништво
Према подацима из 2002. године у насељу је живело 2982 становника, од којих су сви румунске националности.